# غروفر إي. موراي
غروفر إي. موراي (بالإنجليزية: Grover E. Murray)‏ هو مدير أكاديمي وجيولوجي أمريكي، ولد في 1 يونيو 1916 في مايدن في الولايات المتحدة، وتوفي في 22 مايو 2003 في لوبوك في الولايات المتحدة.